# Pronación
El término pronación del Latín (Pronus), su significado es inclinado hacia delante, y del sufijo “-ción". Existen solo dos segmentos del cuerpo que pueden generar el movimiento de pronación, el antebrazo y el pie.

## Movimientos denominados pronación
Existen movimientos dentro del sistema musculoesquelético que son denominados de esta manera:
- se denomina pronación a la rotación del antebrazo que permite situar la mano con el dorso hacia arriba; el movimiento contrario se denomina supinación.[1]

- también se denomina pronación al giro natural del pie hacia adentro al andar.[1]

De hecho, los términos pronación y supinación fueron mencionados por primera vez por Manter en 1949, en su descripción de los movimientos del retropié.
La pronación dolorosa, en este segundo uso, tiene más bien un sentido clínicamente negativo, pues significa un exceso de empuje hacia el interior del pie en el momento de apoyo: al necesitar el pie elevarse, ocurre, sin embargo, que sigue empujando hacia adentro y crea así una inclinación.
La pronación, así entendida, provoca torceduras en el pie, la espinilla y la rodilla. A las personas que suelen juntar las rodillas o que tienen pies planos se las denomina pronadoras.
En cuanto al ámbito deportivo los corredores con pisada pronadora representan alrededor del 50%. Son muchos los atletas que optan por un tipo de calzado especialmente diseñado para corregir este defecto. Los deportistas que sufren un grado de pronación excesivo pueden llegar a tener grandes problemas en articulaciones y/o columna vertebral.  
Podemos clasificar la pisada en tres grandes grupos:  
- Pisada pronadora
- Pisada supinadora
- Pisada neutra